# Argueil
Argueil település Franciaországban, Seine-Maritime megyében. Lakosainak száma 348 fő (2022. január 1.). Argueil La Ferté-Saint-Samson, Fry, Mésangueville, Le Mesnil-Lieubray és Sigy-en-Bray községekkel határos.

## Népesség
A település népességének változása:
| Lakosok száma | 330  | 340  | 350  | 341  | 342  | 344  | 343  | 348  | 348  |
|               | 2013 | 2015 | 2016 | 2017 | 2018 | 2019 | 2020 | 2021 | 2022 |